# هوانگ هوادونگ
هوانگ هوادونگ (انگلیسی: Huang Huadong؛ زادهٔ ۱ ژانویهٔ ۱۹۷۲) ژیمناست هنری اهل چین بود.